# Christmas at Castlebury Hall
Princesa por Navidad, La Princesa de Castlebury Hall o Una Princesa para Navidad en el Reino Unido, España e Hispanoamérica, es una película de drama-comedia original de Hallmark Channel dirigida por Michael Damian. La película se estrenó el 3 de diciembre de 2011 en el Reino Unido y en España el día 25 de diciembre de 2011.

## Argumento
Por invitación de un pariente lejano, Jules Daly (Katie McGrath) viaja con su sobrina, Maddie, y sobrino, Milo, que aún sufren la pérdida de sus padres, al castillo de Castlebury, cerca de Liechtenstein durante la Navidad. Allí conocerá a Ashton (Sam Heughan), príncipe de Castlebury y ambos se enamoran perdidamente. Tras el primer error del padre al desheredar a su hijo mayor por casarse con una plebeya, esta vez sí permitirá el matrimonio entre Jules y Ashton, ya que Jules devolvió la felicidad al castillo.

## Reparto
- Roger Moore como Edward Duque de Castlebury.
- Katie McGrath como Jules Daly.
- Sam Heughan como Ashton, Príncipe de Castlebury.
- Charlotte Salt como Lady Arabella Marchand de Belmont.
- Leilah de Meza como Maddie Huntington.
- Travis Turner como Milo Huntington.

## Producción
En agosto de 2008, el escritor y director Michael Damian dijo a la revista OK que estaba "trabajando en un guion llamadoNavidad en Castlebury Hall.
La película se rodó en los castillos de Peles y Stirbei, el palacio Bragadiru y en los estudios de MediaPro en Bucarest, Rumania en febrero y marzo de 2011. El Director de fotografía de la película fue Viorel Sergovici.